# Psila pullata
Psila pullata är en tvåvingeart som beskrevs av Iwasa 1991. Psila pullata ingår i släktet Psila och familjen rotflugor. Inga underarter finns listade i Catalogue of Life.